# Emil Girl
Emil Girl (* 4. Februar 1900 in Prag; † im 20. Jahrhundert) war ein tschechoslowakischer Wasserballspieler.

## Karriere
Girl begann seine Karriere im Wasserball und Schwimmsport im Jahr 1916 beim AC Sparta Praha. 1919 war er einer der Mitgründer des Vereins APK Praha. 1920 nahm er an den Olympischen Spielen in Antwerpen teil. Hier erreichte er mit der tschechoslowakischen Nationalmannschaft den elften Rang. Im Jahr 1925 zog er sich aus dem aktiven Sport zurück.